# Les Herbes
The Adventures of Parsley (en)
Les Herbes (The Herbs) est une série télévisée d'animation pour enfants créée par Michael Bond, réalisée par Ivor Wood, diffusée du 12 février au 6 mai 1968 sur BBC One.
Cette série est inédite dans tous les pays francophones.